# Limosano
Limosano är en ort och kommun i provinsen Campobasso i regionen Molise i Italien. Kommunen hade 718 invånare (2018).